# صياغة الإعلان العالمي لحقوق الإنسان
صيغ الإعلان العالمي لحقوق الإنسان بين أوائل عام 1947 وأواخر عام 1948 من قبل لجنة شكلتها لجنة الأمم المتحدة المتصلة بحقوق الإنسان. وأجرت لجنة حقوق الإنسان والمجلس الاقتصادي والاجتماعي والجمعية العامة للأمم المتحدة مزيدًا من المناقشة والتعديلات.
ومن بين أعضاء اللجنة الذين ساهموا بشكل كبير في إعداد الإعلان الكندي، نذكر جون بيترز همفري من الأمانة العامة للأمم المتحدة وإليانور روزفلت من الولايات المتحدة (التي ترأس لجنة الصياغة) ورينيه كاسان من فرنسا وشارل مالك من لبنان وبينغ تشون تشانغ من جمهورية الصين وهانسا جيفراج ميهتا من الهند وغيرهم الكثير. في حين لم يكن الفيلسوف الفرنسي جاك ماريتان عضوًا في لجنة الصياغة، فقد كان مؤثرًا في الفترة التي سبقت صياغة الإعلان العالمي، ودعى له من خلال اليونسكو في 1947-1948، وبعد ترقيته لاحقًا.

## عضوية لجنة الصياغة
تضمنت لجنة الصياغة:
- إليانور روزفلت، الولايات المتحدة (رئيس)
- بينغ تشون تشانغ، جمهورية الصين
- شارل مالك، لبنان
- ويليام روي هودسون، أستراليا
- هيرنان سانتا كروز، تشيلي
- رينيه كاسان، فرنسا
- ألكسندر إي.بوغومولوف، الاتحاد السوفيتي
- تشارلز دوكس، البارون الأول دوكيستون، المملكة المتحدة
- جون بيترز همفري، كندا

## عملية الصياغة
عُين جون بيترز همفري مؤخرًا مديرًا لقسم حقوق الإنسان في الأمانة العامة للأمم المتحدة. أنتج في دوره هذا المسودة الأولى لقائمة الحقوق التي كانت تشكل أساس الإعلان.
قُدم الهيكل الأساسي للإعلان العالمي في مسودته الثانية التي أعدها رينيه كاسين مُستعملًا مسودة همفري. تأثر الهيكل بقانون نابليون، بما في ذلك الديباجة والمبادئ العامة التمهيدية.
قارنت كاسين الإعلان مع بورتيكو المعبد اليوناني، وذلك بمقارنة الأساس والإجراءات والأعمدة الأربعة والقوصرة. تعد المادتان 1 و2 أساسيات مبادئ الكرامة والحرية والمساواة والأخوة. وحددت الفقرات السبع من المقدمة، أسباب الإعلان، بالخطوات. يتكون الإعلان الرئيسي من الأعمدة الأربعة. يمثل العمود الأول (المواد 3 -11) حقوق الفرد، مثل الحق في الحياة وحظر الرق. يمثل العمود الثاني (المواد 12 - 17) حقوق الفرد في المجتمع المدني والسياسي. أما العمود الثالث (المواد 18-21)، فهو معني بالحريات الروحية والعامة والسياسية مثل حرية الدين وحرية تكوين الجمعيات. يعرض العمود الرابع (المواد 22 -27) الحقوق الاجتماعية والاقتصادية والثقافية.
توفر المواد الثلاثة الأخيرة من الإعلان في نموذج كاسين، الجاذبية التي تربط الهيكل معًا. تتعلق هذه المواد بواجب الفرد تجاه المجتمع وحظر استخدام الحقوق بما يتعارض مع مقاصد الأمم المتحدة.
وقد قُدم مشروع كاسين إلى لجنة حقوق الإنسان وأُخضع للتعديل في اللجنة، ثم في مشاريع أخرى نظرت فيها اللجنة الثالثة للأمم المتحدة، وأخيرًا في مشروع معروض على الجمعية العامة للأمم المتحدة، والذي أُعلن عنه في 10 ديسمبر 1948. بلغ التصويت على الإعلان 48 مقابل لا شيء، وامتنع ثمانية عن التصويت: جمهورية بيلاروس الاشتراكية السوفيتية وتشيكوسلوفاكيا وجمهورية بولندا الشعبية والمملكة العربية السعودية وجمهورية أوكرانيا الاشتراكية السوفياتية واتحاد جنوب أفريقيا واتحاد الجمهوريات الاشتراكية السوفياتية وجمهورية يوغوسلافيا الاشتراكية الاتحادية.

## الجدول الزمني للإعلان العالمي لحقوق الإنسان
المصدر: كتاب الأمم المتحدة السنوي 1948-1949، صفحة 524 وما يليها

### 1945
- مؤتمر الأمم المتحدة حول المنظمات الدولية، سان فرانسيسكو

### 1946
- 15 فبراير - إنشاء «اللجنة النووية» التابعة للجنة حقوق الإنسان.
- 29 أبريل- 20 مايو 1946 - الاجتماع الأول للجنة النووية.
- 21 يونيو 1946 - اعتماد المجلس الاقتصادي والاجتماعي للأمم المتحدة اختصاصات اللجنة الدائمة لحقوق الإنسان.

### 1947
- 27 يناير - 10 فبراير - الاجتماع الأول للجنة حقوق الإنسان، ليك ساكسس، نيويورك. إنشاء لجنة الصياغة.
- 9 يونيو - 25 يونيو - الاجتماع الأول للجنة الصياغة، ليك ساكسس، نيويورك. مسودة مخطط مشروع قانون دولي لحقوق الإنسان أعدته الأمانة العامة للأمم المتحدة («مسودة همفري»). انقسام لجنة الصياغة العمل إلى وثيقتين: إعداد إعلان لحقوق الإنسان وورقة عمل حول مشروع اتفاقية دولية لحقوق الإنسان.
- 2 ديسمبر - 17 ديسمبر - الدورة الثانية للجنة حقوق الإنسان، جنيف. تبدأ اللجنة في النظر في العمل على ثلاثة مشاريع: إعلان في ما يخص حقوق الإنسان، والاتفاقية الدولية لحقوق الإنسان وتدابير التنفيذ والإنفاذ.

### 1948
- 3 مايو - 21 مايو، الدورة الثانية للجنة الصياغة، ليك سكسس، نيويورك.
- 24 مايو - 18 يونيو، الدورة الثالثة للجنة حقوق الإنسان، ليك سكسس، نيويورك. تعتمد اللجنة مشروع الإعلان وإحالته إلى المجلس الاقتصادي والاجتماعي.
- 26  أغسطس، احالة المجلس الاقتصادي والاجتماعي المسودة إلى الجمعية العامة.
- 30 سبتمبر - 7 ديسمبر، تنظيم اللجنة الثالثة للجمعية العامة 81 جلسة للنظر في الإعلان. وجود 168 قرار للقيام بتعديلات على المشروع.
- 1-4 ديسمبر، تكليف اللجنة الفرعية للجنة الثالثة بمراجعة نسخ من الإعلان بخمسة لغات رسمية.
- 10 ديسمبر، الإعلان العالمي لحقوق الإنسان الذي اعتمدته الجمعية العامة للأمم المتحدة.